# أليكساندر دي غريغوريو
أليكساندر دي غريغوريو (12 فبراير 1980 في بلجيكا - ) هو لاعب كرة قدم بلجيكي في مركز الوسط. لعب مع نادي جينك ونادي رويال شارلروا وS.C. Eendracht Aalst ‏.

## وصلات خارجية
- أليكساندر دي غريغوريو على موقع قاعدة بيانات كرة القدم.إي يو (الإنجليزية)